# Paraeuchaeta pseudotonsa
Paraeuchaeta pseudotonsa is een eenoogkreeftjessoort uit de familie van de Euchaetidae. De wetenschappelijke naam van de soort is voor het eerst geldig gepubliceerd in 1967 door Fontaine.